# 大相撲平成20年1月場所
大相撲平成20年1月場所（おおずもうへいせい20ねん1がつばしょ）は、2008年1月13日から1月27日まで両国国技館で開催された大相撲本場所。
幕内最高優勝は、横綱・白鵬翔（14勝1敗・3場所連続6回目）

## 各段優勝
- 幕内最高優勝　白鵬翔　14勝1敗（3場所連続6回目）
- 十両優勝　栃ノ心剛　12勝3敗（初）
- 幕下優勝　山本山龍太　7戦全勝
- 三段目優勝　寺下隆浩　7戦全勝・決定戦に勝利
- 序二段優勝　若龍馬龍次　7戦全勝
- 序ノ口優勝　緒方政和　7戦全勝

## 三賞
- 技能賞　鶴竜力三郎（初）
- 殊勲賞　安馬公平　(3回目)　稀勢の里寛　(2回目)
- 敢闘賞　豪風旭　(初)